# João Henriques Pinheiro
João Henriques Pinheiro (Zebreira, Idanha-a-Nova, 1881 — Lisboa, 18 de fevereiro de 1946), licenciado em Direito pela Universidade de Coimbra, foi ministro dos Abastecimentos e interinamente do Comércio no 19.º governo republicano, presidido por José Relvas.